# Jefimija
Jefimija, właśc. Jelena Mrnjavčević (ur. ok. 1349, zm. po 1405) – serbska mniszka, pierwsza poetka w historii literatury serbskiej.

## Życiorys

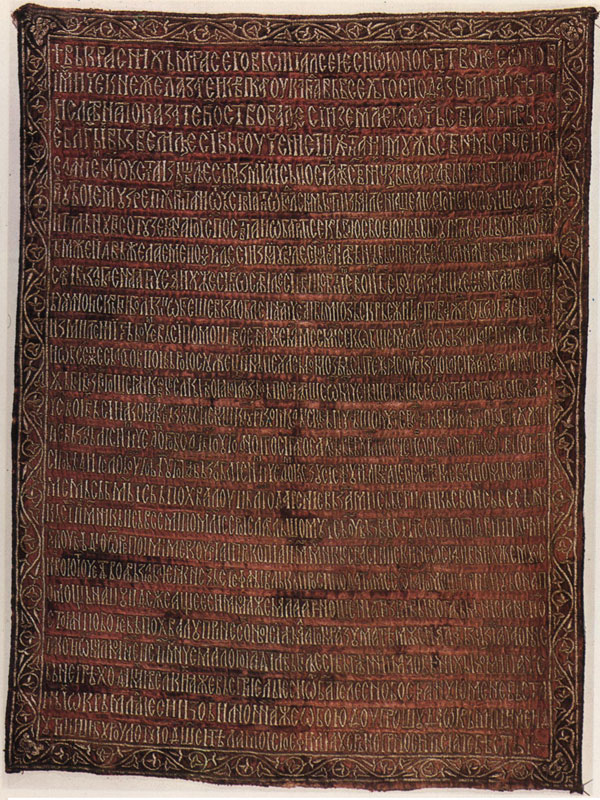
Pochwała księciu Lazarowi, 1402

Urodziła się około 1349 roku w rodzinie włodarza Vojichny, który zarządzał Dramą, jako Jelena. W młodości nauczyła się pisać i czytać po serbsku i grecku, potrafiła także haftować. W 1365 roku wyszła za mąż za despotę Seresu Uglješę Mrnjavčevicia. Wraz z mężem zamieszkała w Seres, gdzie należała do środowiska intelektualnego o silnych więzach z Athos. Obracała się w kręgach bizantyjskich i serbskich możnych.
Po śmierci męża, który zginął w bitwie nad Maricą, poprzedzonej śmiercią jedynego syna, Jelena wstąpiła do zakonu i przyjęła imię Jefimija. Powróciła na teren Serbii, na dwór księcia Łazarza I Hrebeljanovicia i Milicy Hrebeljanović, dalekiej kuzynki Jefimii. Po śmierci Lazara, gdy Milica przez cztery lata de facto sprawowała władzę w Serbii, Jefimija wspierała ją w kwestiach politycznych. W 1398 roku towarzyszyła Milicy w spotkaniu z Bajazydem I. Opisując wydarzenie, Konstantyn Kostenecki pochwalał odwagę Jefimii.
Jefimija była pierwszą kobietą, która zapisała się w historii serbskiej literatury. Spisywała swą twórczość poetycką w formie haftu, którego kunszt ma wysoką wartość artystyczną. Jej pierwszą znaną pracą jest Płacz za małym synkiem Uglješą – przejmująca modlitwa opisująca rozpacz matki, wygrawerowana na srebrnym etui małego dyptyku należącego wcześniej do jej zmarłego w dzieciństwie syna. Jefimija przekazała dyptyk klasztorowi Chilandar przed 1371 rokiem. W 1398 lub 1399 roku podarowała temu samemu klasztorowi zasłonę (gr. katapetasma) do królewskich wrót przedstawiającą Chrystusa w otoczeniu Jana Chryzostoma, św. Bazylego i dwóch archaniołów. Pomiędzy postaciami, złotą nicią na czerwonym jedwabiu, został wyhaftowany przez nią Napis na zasłonie w Chilandarze, w którym Jefimija opisuje swój dar i składa modlitwę, której treść nawiązuje do twórczości Symeona Nowego Teologa. Jej najważniejszym dziełem jest Pochwała księciu Lazarowi (1402), wyhaftowana na całunie księcia Lazara I, którego pochowano w monasterze Rawanica. Jefimija znów użyła złotej nici na czerwonym jedwabiu, by wyhaftować tym razem tekst na całej powierzchni całunu, wyłączając kwiatową bordiurę. Treść z początku jest laudacją zmarłego, po czym przemienia się w osobistą modlitwę na rzecz potomków władcy i pogrążonego w niepewności kraju. Współcześnie całun o wymiarach 99 x 69 cm znajduje się w Muzeum Serbskiego Kościoła Prawosławnego w Belgradzie.
Jefimija zmarła po 1405 roku. Została pochowana w monasterze Ljubostinja.